# Gare des Eyzies
La gare des Eyzies est une gare ferroviaire française de la ligne de Niversac à Agen, située sur le territoire de la commune des Eyzies, dans le département de la Dordogne, en région Nouvelle-Aquitaine, à proximité de l'abri de Cro-Magnon ouvert au public depuis 2014.
Elle est mise en service en 1863 par la Compagnie du chemin de fer de Paris à Orléans (PO). 
C'est une gare voyageurs de la Société nationale des chemins de fer français (SNCF) du réseau TER Nouvelle-Aquitaine, desservie par des trains express régionaux.

## Situation ferroviaire
Établie à 68 mètres d'altitude, la gare des Eyzies est située au point kilométrique (PK) 540,638 de la ligne de Niversac à Agen, entre les gares de Mauzens-Miremont et du Bugue.

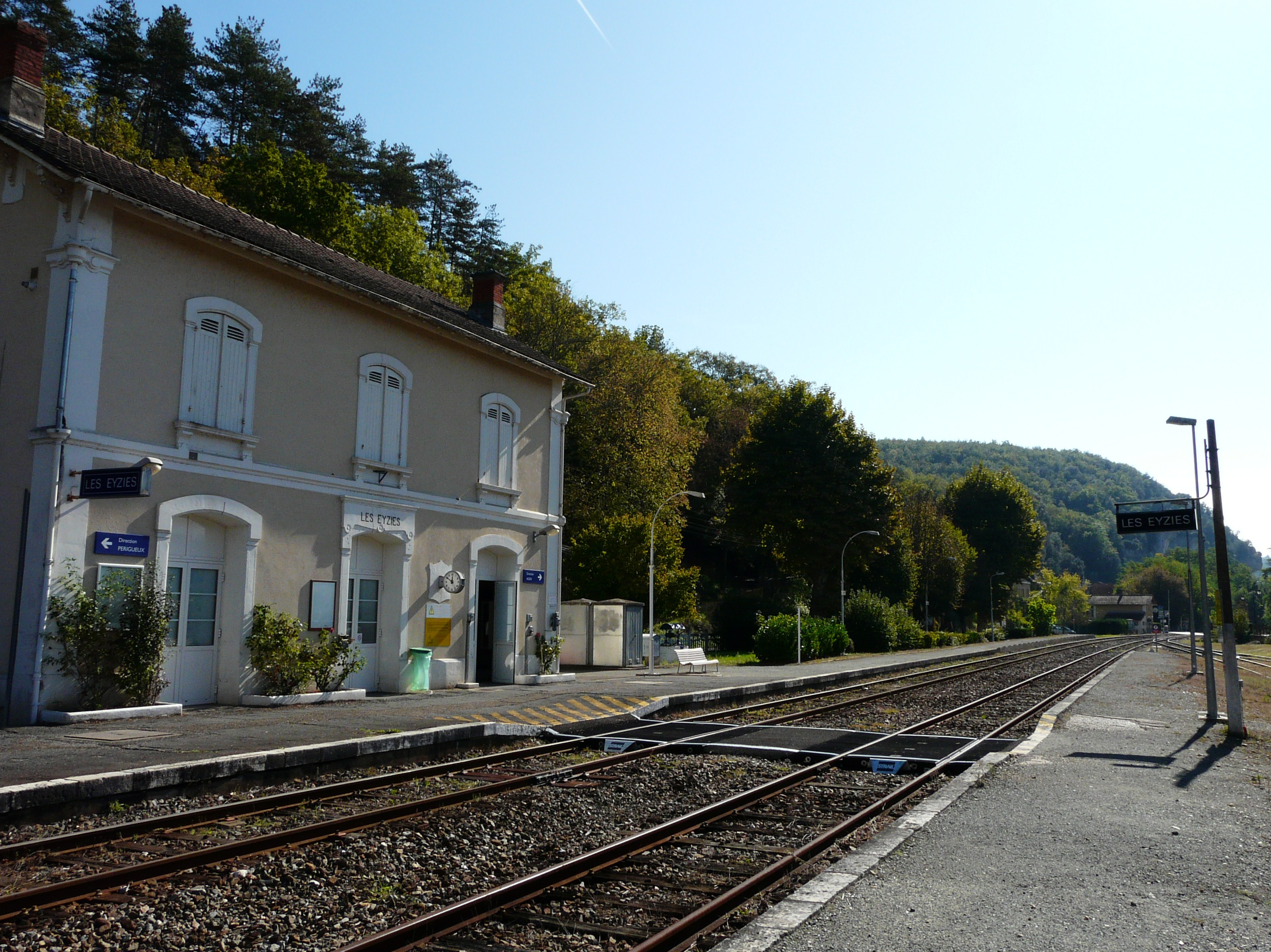
Voies et quais de la gare, en direction d'Agen.

## Histoire
La « station des Eyzies » est mise en service le 3 août 1863 par la Compagnie du chemin de fer de Paris à Orléans (PO), lorsqu'elle ouvre à l'exploitation la ligne à voie unique de Niversac à Agen.
En 1867, c'est la 67e station depuis Paris, à 7 km de Miremont, à 41 km de Périgueux et 111 km d'Agen. Elle est édifiée, à peu près à mi-chemin entre les villages des Eyzies, à gauche, et de Tayac, à droite, qui à l'époque, est le centre de la commune. La commune de Tayac, 1 264 habitants au recensement de 1866, ne prendra le nom de « Les Eyzies-de-Tayac » qu'en 1905.
La recette annuelle de la station de « Les Eyzies » est de 225 253 francs en 1878, de 194 428 francs en 1881 et de 127 156 francs en 1882 et de 69 903 francs en 1886.
En 2014, c'est une gare voyageurs d'intérêt local (catégorie C : moins de 100 000 voyageurs par an de 2010 à 2011), qui dispose de deux quais, le « quai X » dispose d'une longueur totale de 237 m pour la voie « 1 » et le « quai Y » d'une longueur utile de 169 m pour la voie « 2 », et une traversée de voie à niveau par le public (TVP).

## Fréquentation
La fréquentation de la gare est détaillée dans le tableau ci-dessous :
|           | 2015   | 2016   | 2017   | 2018   | 2019   | 2020   | 2021   | 2022   | 2023   |
| --------- | ------ | ------ | ------ | ------ | ------ | ------ | ------ | ------ | ------ |
| Voyageurs | 21 824 | 22 584 | 21 489 | 17 280 | 20 871 | 10 521 | 12 349 | 18 117 | 19 771 |

## Service des voyageurs

### Accueil
Gare SNCF elle dispose d'un bâtiment voyageurs, avec guichet, ouvert tous les jours.

### Desserte
Les Eyzies est une gare voyageurs du réseau TER Nouvelle-Aquitaine, desservie par des trains express régionaux de la relation Périgueux - Agen (ligne 48).

### Intermodalité
Un parking pour les véhicules y est aménagé.

## Patrimoine ferroviaire
Le bâtiment voyageurs d'origine est un bâtiment type à trois ouvertures de la compagnie du PO. Sur une base rectangulaire, il dispose d'un étage sous une toiture à deux pans avec des bordures en débords. 

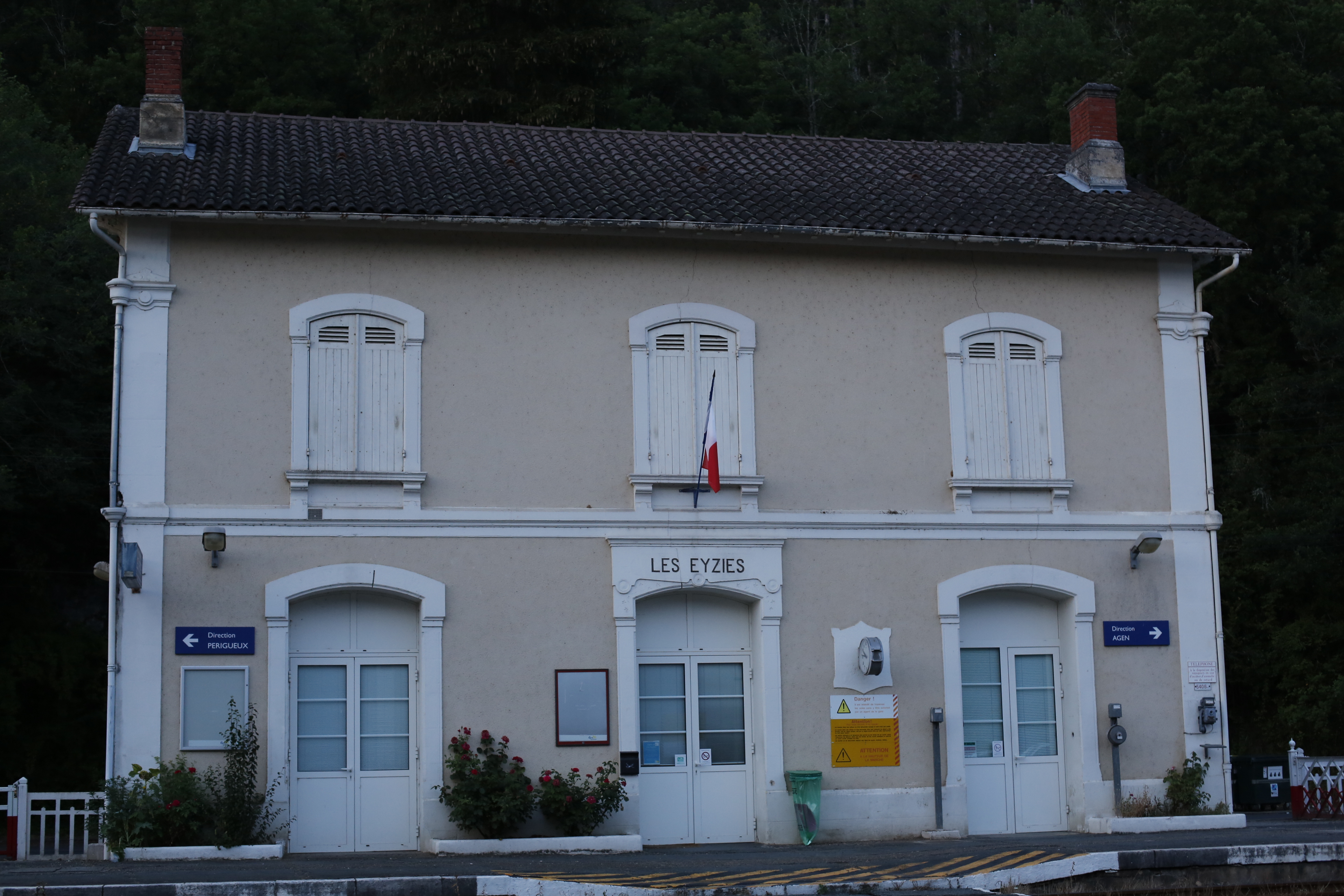
Le bâtiment vu des voies.
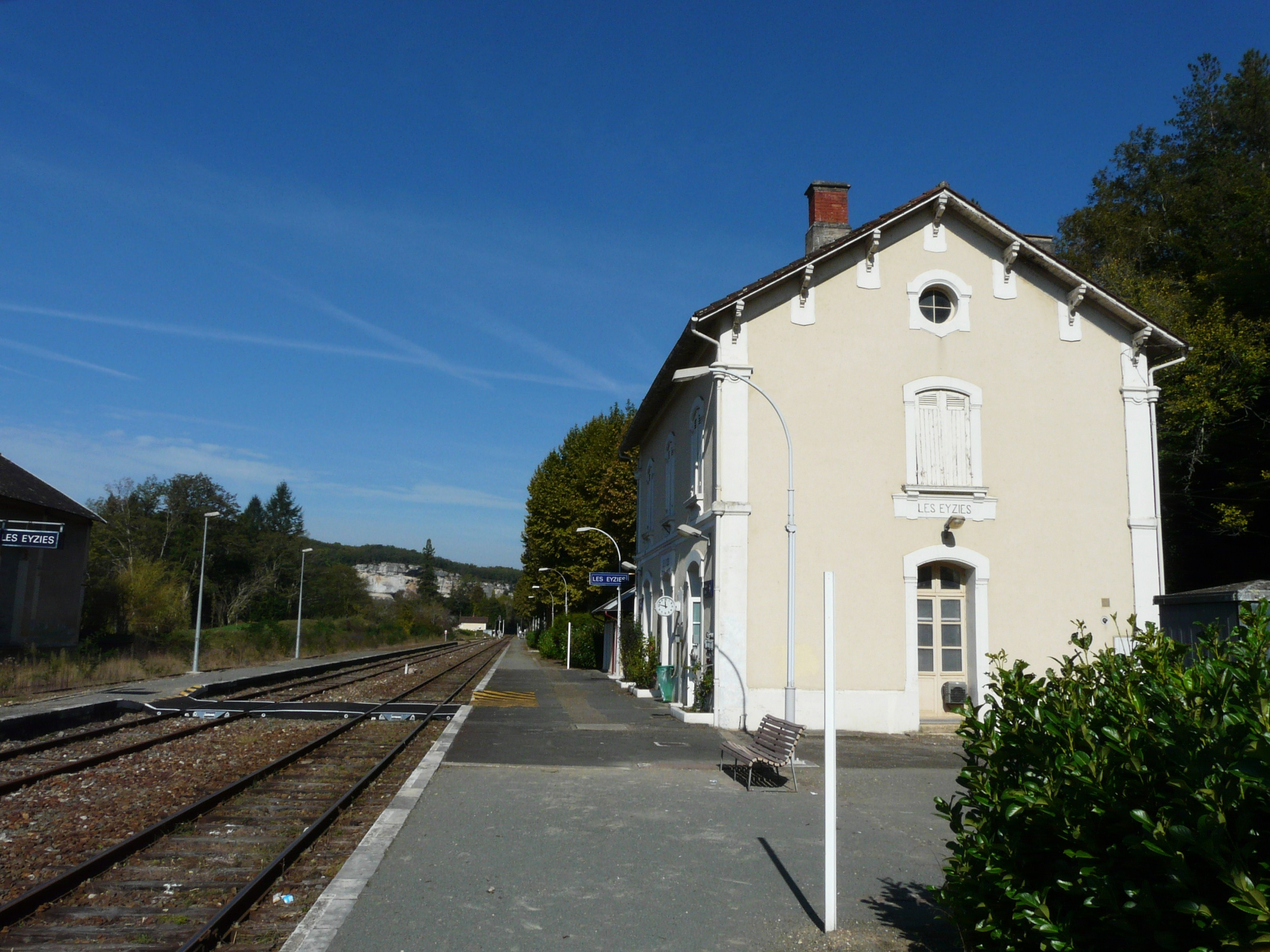
Bâtiment vu de profil avec l'œil de bœuf.